# 함익
연극 《함익》은 셰익스피어의 〈햄릿〉의 이야기를 모티브로 김은성이 극본을 쓰고 서울시극단의 김광보 예술감독이 연출을 맡은 현대물이다. 2016년 강신구, 최나라, 이지연, 윤나무 등이 출연하여 세종문화회관 M씨어터에서 초연되었고, 2019년 4월 최나라, 오종혁, 조상웅, 이지연, 강신구 등의 캐스팅으로 두번 째 공연을 가졌다.

## 줄거리
〈함익〉은 선왕을 죽인 삼촌이 자신의 어머니와 결혼하고 왕의 자리까지 오르자 복수심과 광기에 휩싸였던 원작의 햄릿을 현재 대한민국에서 30대의 재벌 2세이자 연극과 대학교수인 함익으로 새롭게 탄생시켰다.

## 등장인물
- 함익: 30대의 재벌 2세이자 연극과 대학교수
- 익: 함익의 분신
- 연우: 함익의 젊은 제자
- 함병주: 함익의 아버지

## 제작진
- 극본: 김은성
- 연출: 김광보

## 공연 정보
- 2016년 9월 30일부터 10월 16일까지 세종문화회관 M씨어터에서 강신구, 최나라, 이지연, 윤나무 등이 캐스팅되어 초연되었다.
- 2019년 4월12일부터 4월 28일까지 세종문화회관 M씨어터에서 최나라, 오종혁, 조상웅, 이지연, 강신구 등의 캐스팅으로 재연무대가 진행되었다.

## 시즌 캐스팅 정보
| 시즌 | 함익   | 익     | 연우          | 함병주 |
| ---- | ------ | ------ | ------------- | ------ |
| 2016 | 최나라 | 이지연 | 윤나무        | 강신구 |
| 2019 | 최나라 | 이지연 | 오종혁 조상웅 | 강신구 |